# 格利尼克宮
格利尼克宮（德語：Schloss Glienicke）是位於德國首都柏林的一座宮殿建築，靠近格利尼克橋。建築由卡爾·弗里德里希·申克爾設計給卡爾王子，修建於1826年。現在格利尼克宮已經成為一座公園。

## 外部連結
- Klein-Glienicke Palace （页面存档备份，存于）

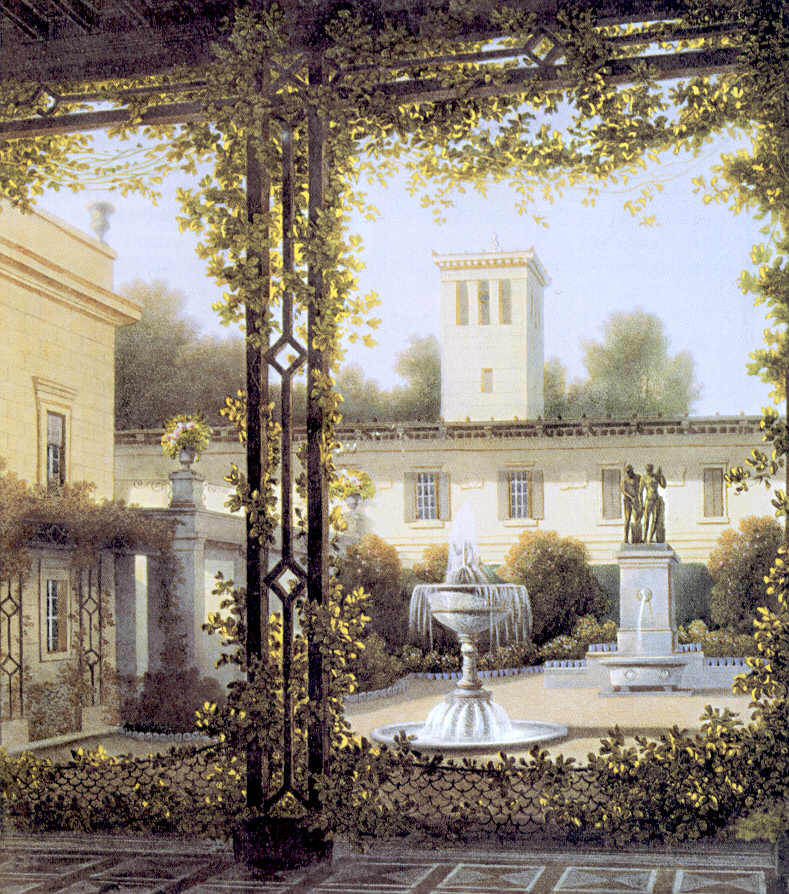

- Potsdam from Above - Schloss Glienicke

52°24′51″N 13°05′43″E / 52.41417°N 13.09528°E